# يامل (ألمانيا)
يامل (بالألمانية: Jamel) هي قرية ألمانية في منطقة مكلنبورغ فوربومرن.

## التاريخ
وفقا للخبراء، ذكرت القرية لأول مرة في عام 1230 باسم جزل . في 1 تموز/يوليو 1950، تم دمجها مع وولد، باعتبارها بلدية مستقلة، في بلدية جديدة من غروسو، اندمجت في عام 1961 في بلدية Gägelow الحالية.

## التطرف
اعتبارًا من عام 2011 ، كانت القرية التي يبلغ عدد سكانها حوالي 35 شخصًا مأهولة أساس بنازيين جدد ألمان وغيرهم من المتطرفين اليمينيين الذين هم في الغالب أعضاء أو ناخبون في الحزب الوطني الديمقراطي في ألمانيا. يعيش عضو الحزب الوطني الديمقراطي (بالألمانية: Sven Krüger) هناك بعد إطلاق سراحه في عام 2016 بتهم حيازة أسلحة غير قانونية. يتم السماح للسكان في القرية بالتعاطف مع الحزب الوطني الديمقراطي.
تشير لافتة بالقرب من الطريق الرئيسي إلى فيينا وباريس وإلى مسقط رأس أدولف هتلر : Braunau am Inn . في أبريل 2011 ، أكدت المحكمة الإدارية في شفيرين أمر المسؤول الرئيسي لشركة Amt Grevesmühlen-Land ، بأن اللافتة تتوافق مع تعريف Volksverhetzung (جريمة الكراهية) ويجب إزالتها. اعتبارًا من 2015 ، كانت العلامة لا تزال معروضة، وإن كانت على ملكية خاصة. هناك أيضًا ملعب مع رون الحياة (رمز الشمال للخصوبة والحياة، الذي يستخدمه النازيون الجدد عادة) على جذع شجرة.

## روابط خارجية
- الحياة في قرية النازية الجديدة من الديلي تلغراف
- النازيون الجدد يستولون على القرية الألمانية على الأتراك الشباب